# 흑맥주
흑맥주(黑麥酒)는 검은색 또는 갈색 등 짙은 색을 한 맥주를 가리키는 총칭이다.
- 하면발효맥주
  - 둥켈
  - 슈바르츠비어
- 상면발효맥주
  - 스타우트
  - 포터